# 马里安·杰林斯基
马里安·杰林斯基（波蘭語：Marian Zieliński，1929年12月24日—2005年10月13日），波兰男子举重运动员。他曾代表波兰参加1956年、1960年、1964年和1968年夏季奥林匹克运动会举重比赛，获得三枚铜牌。